# Área Natural Protegida Cerro La Mota
Área Natural Protegida Cerro La Mota; también conocido como “Sierra Nacataz”, es un Área natural protegida estatal en los municipios de García y Santa Catarina, estado de Nuevo León, México. El nombre “Nacataz” que se da a la sierra y al río proviene de la castellanización del nombre de un caudillo indígena del siglo XVII. El área está rodeada por otras montañas y ANPs: Sierra del Fraile, Cerro de las Mitras, Cerro de Santa Catarina, Sierra de San Urbano (dentro del Parque nacional Cumbres de Monterrey), Sierra Corral de los Bandidos, Cerro La Mota Grande, Sierra San Antonio de los Álamos y Cerro El Cedral.

## Conservación
El 24 de noviembre del 2000, el entonces Gobernador Fernando Canales Clariond público en el diario oficial del estado la declaratoria de veintitrés áreas naturales protegidas (ANPs), con el objetivo de preservar y restaurar la calidad del medio ambiente en el estado de Nuevo León. Una de las ANPs declaradas fue el Cerro La Mota. Según el texto de la declaración:
18. CERRO "LA MOTA" (9,432.26 Ha)
En la Sierra Madre Oriental, Pliegues Saltillo-Parras. Municipio de García. Altitud: 800-1,600 msnm. Clima seco semicálido con lluvias escasas todo el año. Presenta tres tipos de vegetación xerófila: matorral desértico rosetófilo, matorral submontano y matorral desértico micrófilo. Las especies dominantes del matorral desértico rosetófilo son sotol Dasylirion texanum, lechuguilla Agave lechuguilla y guapilla Hechtia glomerata. En el matorral submontano predomina la anacahuita Cordia boissieri, granjeno Celtis pallida y mezquite Prosopis laevigata. En el matorral desértico micrófilo sobresalen gobernadora Larrea tridentata y hojasén Flourensia cernua. Fauna característica: coyote Canis latrans, tlacuache Didelphis virginiana californica, aguililla colirrufa Buteo jamaicensis, halcón cernícalo Falco sparverius, aura común Cathartes aura, sapo gigante Bufo marinus horribilis, chirrionera Coluber constrictor oaxaca y cascabel de diamantes Crotalus atrox.
El 27 de marzo de 2002 se publicó el reglamento de la ANP Cerro la Mota en el Periódico Oficial del Estado. El 14 de marzo del 2014 se publicó en el Diario Oficial una modificación del reglamento de la ANP para permitir el desarrollo “Terralta Residencial & Country Club”, lo que según algunos va en contra del propósito de preservación de las ANPs.

## Características
El terreno del ANP es montañoso, se encuentran tres estructuras principales; Cerro Colorado, Cerro de la Mota Chica y Cerro La Taravilla, que forman picos, valles intramontanos y valles intermontanos; además de otros picos de poca prominencia. Los picos más importantes en el ANP son:
| Nombre                   | Altitud (m s. n. m.) |
| ------------------------ | -------------------- |
| Cerro Colorado           | 1,593                |
| Cerro de la Mota Chica   | 1,524                |
| Cerro La Taravilla       | 1,470                |
| Cerro Vaciero            | 1,467                |
| Cerro Tres Picos         | 1,402                |
| Cerro Las Águilas        | 1,325                |
| Cerro El Tecolote        | 1,290                |
| Cerro La Becerra         | 1,290                |
| Cerro El Tanque Roto     | 1,245                |
| Cerro Bola               | 1,226                |
| Cerro La Chiche de Luisa | 1,160                |
| Cerro Grande             | 1,065                |

### Clima
La temperatura media anual es de 20 °C, el mes más caluroso es junio con temperatura promedio es 27 °C, y el más frío es enero con 12 °C. La precipitación media anual es de 703 milímetros, el mes más húmedo es septiembre con un promedio de 215 mm de precipitación y el más seco es enero con 18 mm de precipitación.
Dentro del ANP se encuentran diversos petroglifos.

### Hidrografía
Las aguas del área escurren hacia el Río Pesquería a través del Río Nacataz; que surge de entre los cañones de la sierra, y algunos otros arroyos y cañadas. El arroyo El Obispo corre por el límite sur del área.
En los alrededores del área, el tipo de vegetación predominante es el matorral desértico rosetófilo.

## Deportes de Montaña
El ascenso a la Mota Chica es popular entre excursionistas locales, hay una cascada conocida como “La Mantarraya” que está equipada para descenso a rápel. También se han realizado eventos de Trail running el ANP.

## Galería

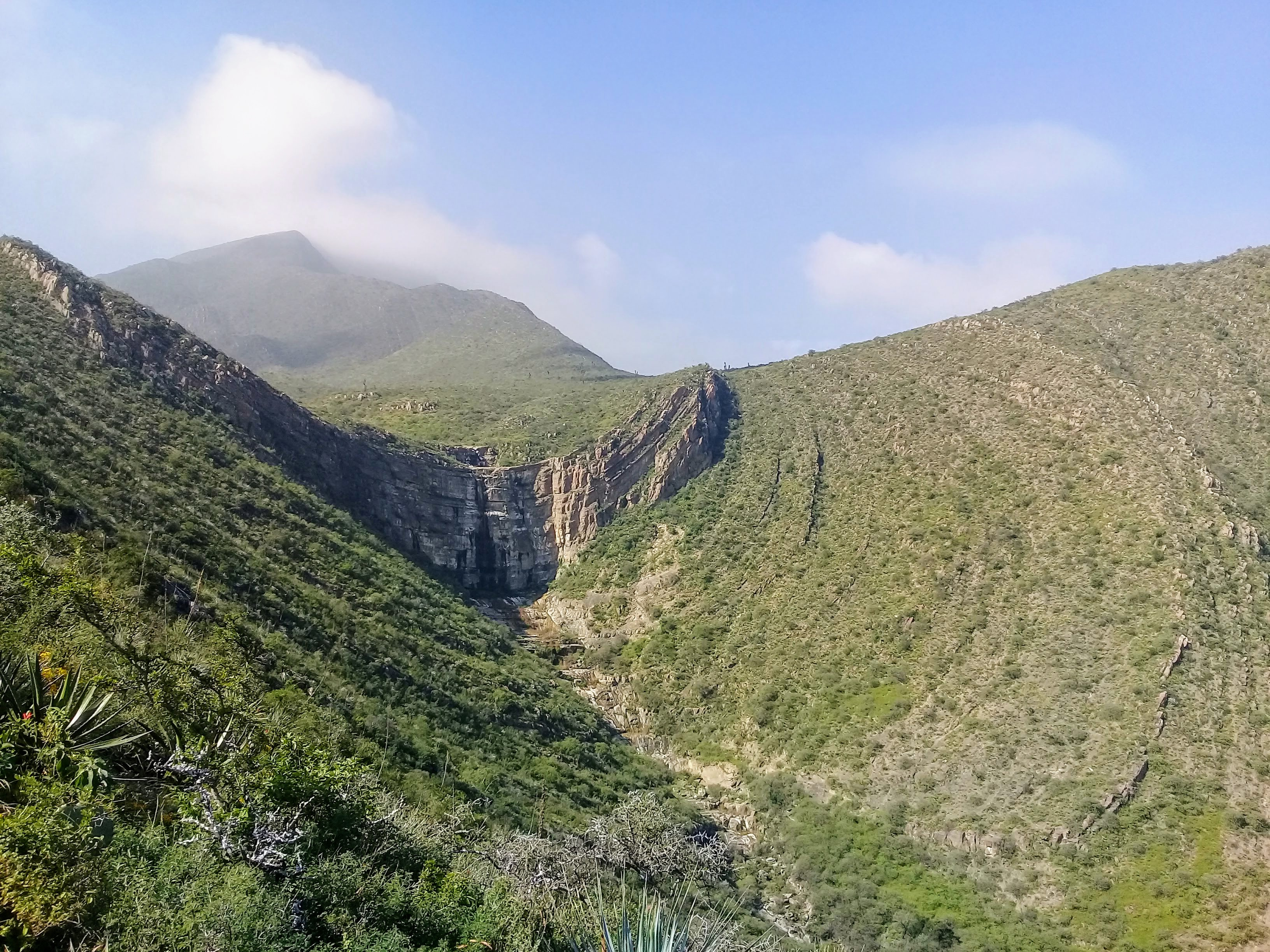
Cascada en la Mota Chica
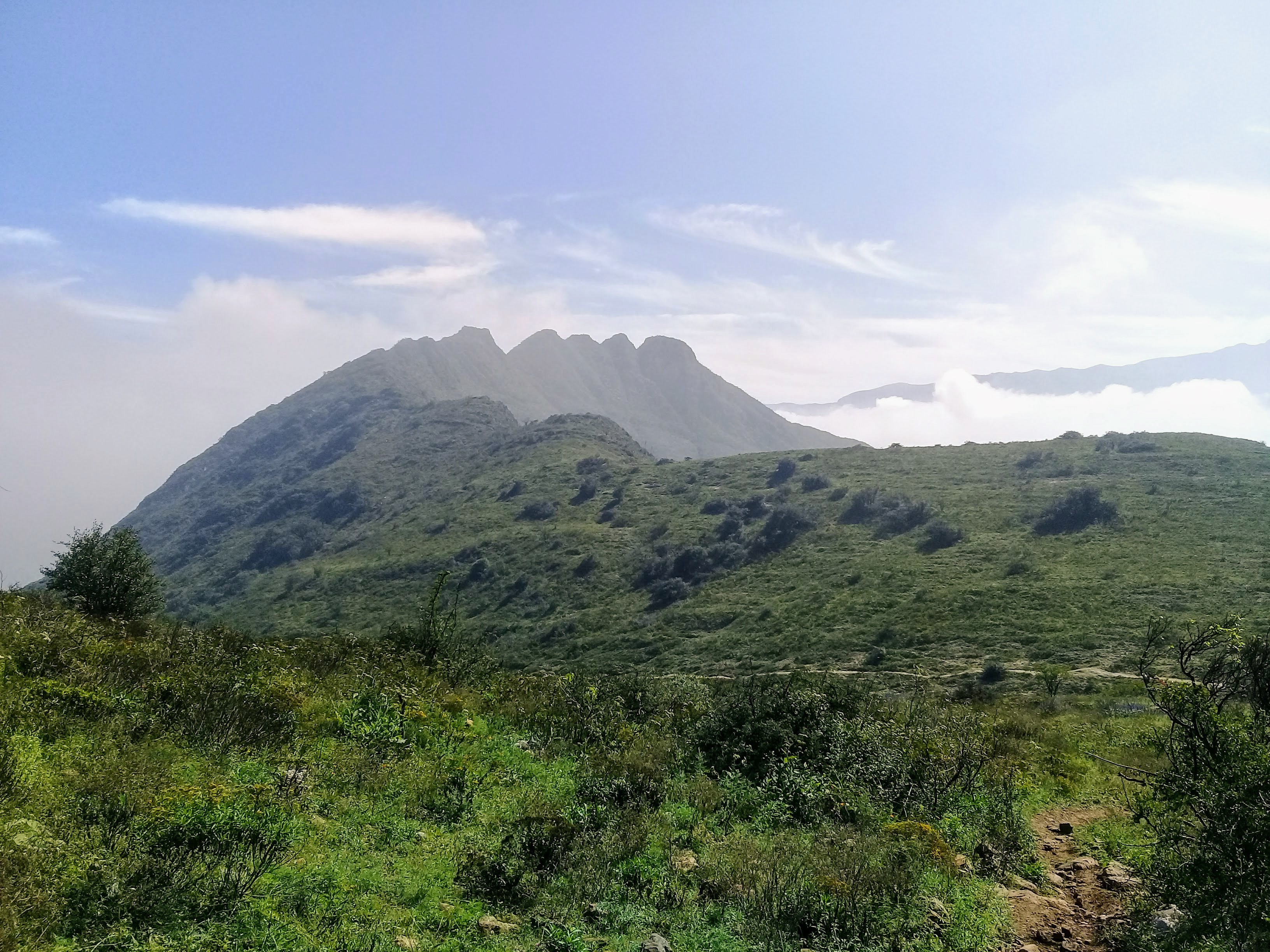
Pico Tres picos en la Mota Chica
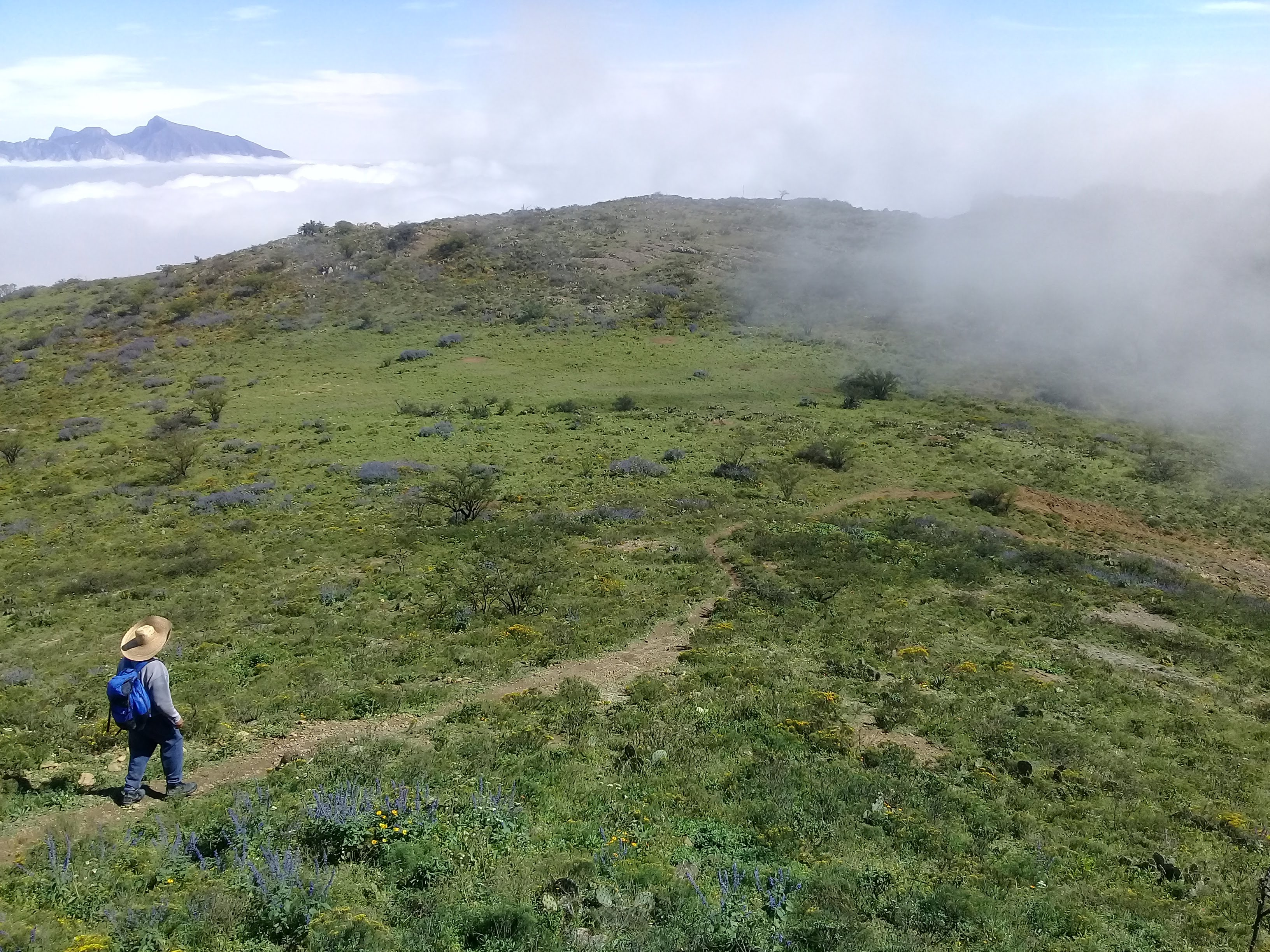
Vereda en la Mota Chica